# كايزر مابوزا
كايزر مابوزا (بالإنجليزية: Kaizer Mabuza)‏ مواليد 1980 في خاوتينغ، جنوب أفريقيا، هو ملاكم محترف جنوب أفريقي يصنف ضمن فئة وزن الوسط.

## إحصائيات
خاض خلال مسيرته 44 نزالا، فاز في 26 وتعادل في 3 وخسر في 15. فاز بالضربة القاضية في 15 نزالا.

## روابط خارجية
- كايزر مابوزا على موقع بوكس ريك (الإنجليزية) (registration required)